# San Siro (comune)

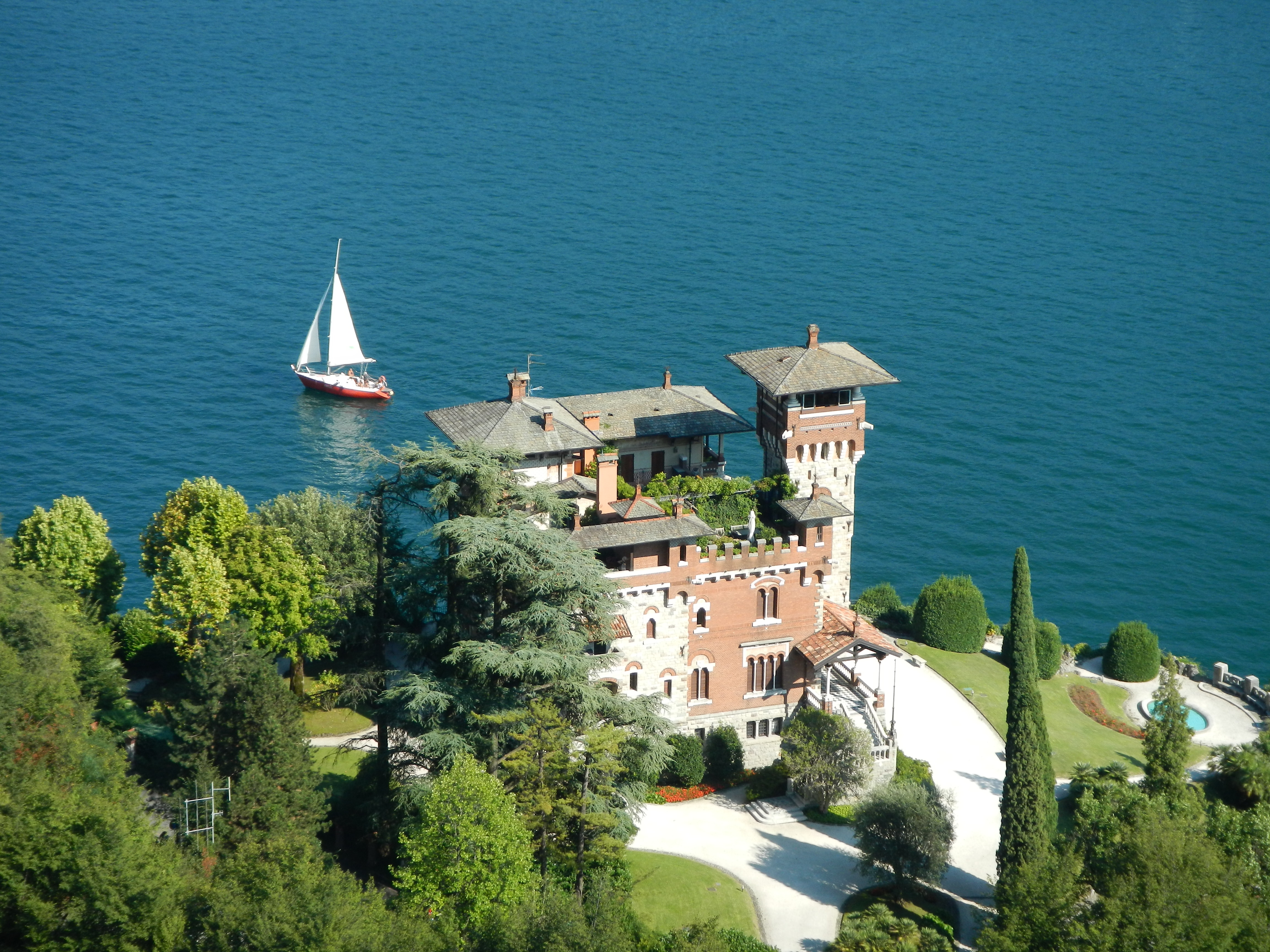
Villa La Gaeta - Comune di San Siro

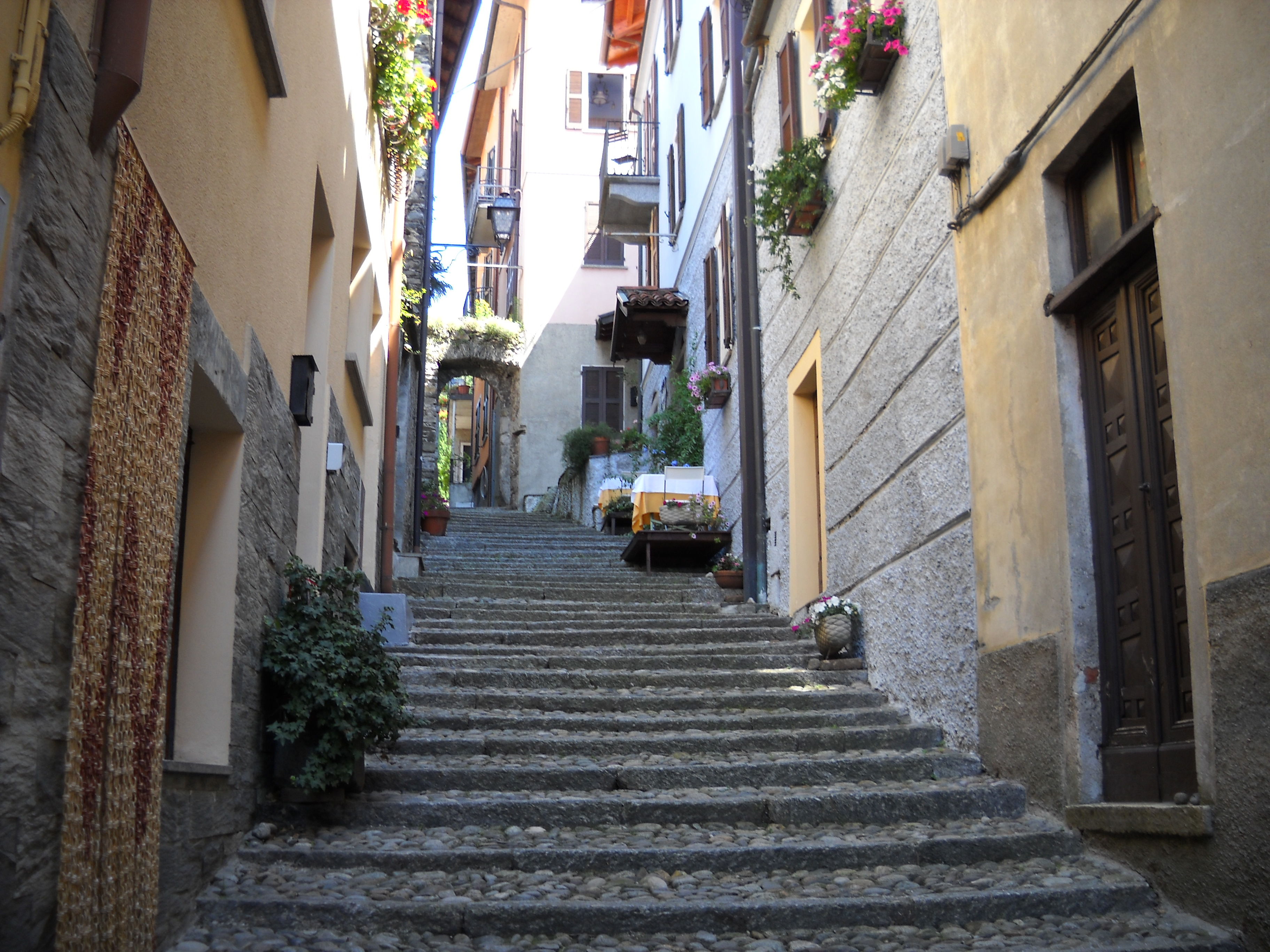
Contrada larga che dalla strada carraia porta a lago

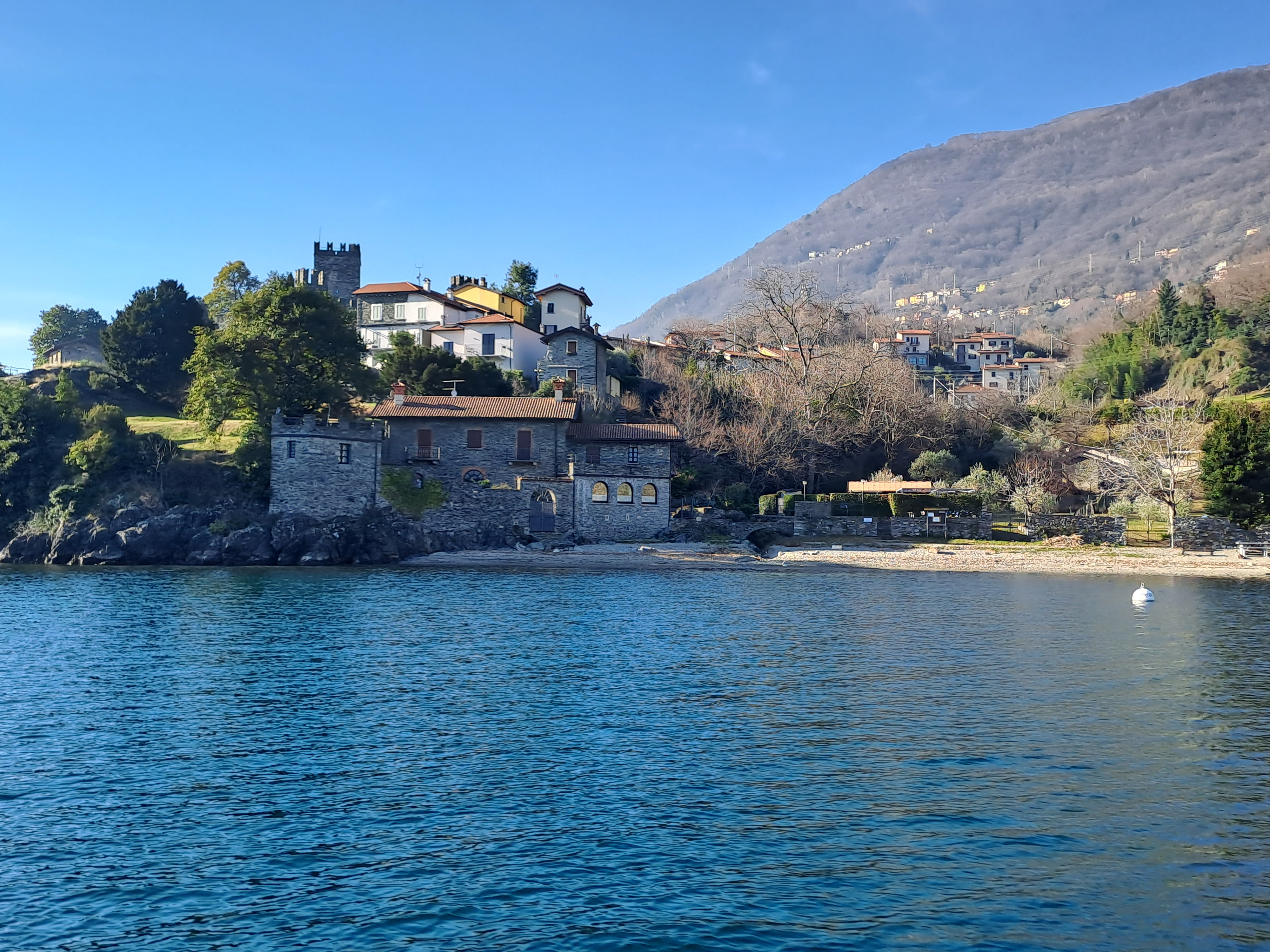
spiaggia della Foppa

San Siro (San Siir in dialetto comasco, AFI: /saŋˈsiːr/) è un comune italiano di 1 665 abitanti della provincia di Como in Lombardia, situato nella sponda nord-occidentale del lago di Como.

## Storia
Il comune di San Siro è stato istituito con legge della Regione Lombardia 29 novembre 2002, n. 29, dalla fusione dei comuni di Sant'Abbondio e Santa Maria Rezzonico, in vigore dal 1º gennaio 2003.
Il toponimo "San Siro" era tuttavia già in uso almeno dal XIV secolo: in quel tempo esisteva infatti la comunità di San Siro Monte Rezzonico, quartier generale dei Della Torre di Rezzonico che, tre secoli dopo, diedero i natali a papa Clemente XIII.
La comunità di San Siro Monte Rezzonico appartenne alla pieve di Menaggio fino al 1644, quando - assieme ai comuni di Plesio, Sant'Abbondio, Rezzonico, Nobiallo, Pianello e Breglia - costituì la squadra di Rezzonico, inserita nel contado di Como fino al 1791. Nel 1751, San Siro comprendeva nel suo territorio le cascine di Tricione, Camnasco Masio, Galio, Soriano, Lucana, Nolè e Mastena e non era infeudato. A San Siro furono uniti i soppressi comuni di Rezzonico ed Uniti (Acqua Seria, San Martino) e Sant'Abbondio dal 1809 alla restaurazione austriaca nel 1816, poi ripristinati. Il comune fu soppresso dal fascismo nel 1928 e aggregato con Rezzonico e Sant'Abbondio nel neo costituito comune di Santa Maria Rezzonico. Sant'Abbondio riottenne la propria autonomia comunale nel 1957. 

### Simboli
Lo stemma e il gonfalone del comune di San Siro sono stati concessi con decreto del presidente della Repubblica del 17 aprile 2015.
Le stelle rappresentano i due nuclei originali da cui si è formato il nuovo comune; il ponte a una sola campata sul corso d'acqua è il simbolo di Sant'Abbondio, con il verde che allude alle montagne che circondano il paese; la torre di rosso rappresenta la struttura fortificata del castello di Rezzonico e della torre di Villa La Gaeta, edificata in stile neogotico e completata nel 1921.
Il gonfalone è un drappo troncato di bianco e di azzurro.

## Monumenti e luoghi d'interesse

### Architetture religiose

#### Chiesa di Santa Maria
La Chiesa di Santa Maria, da cui deriva il nome dell'omonima frazione, risale alla seconda metà del Quattrocento. 
La chiesa si presenta con un portale d'accesso di epoca rinascimentale, in marmo di Musso, opera della scuola della famiglia Rodari. Il portale è sormontato da un architrave con decorazioni ad altorilievo a tema naturalistico, tra le quali spicca una melusina.
Internamente, la chiesa conserva dipinti di Sigismondo de Magistris (1547, nella prima cappella di destra), di Michelangelo Carminati (1564, nel presbiterio), di Isidoro Bianchi (nella quarta cappella di sinistra) e di Giovanni Pietro Gnocchi, quest'ultimo autore della pala d'altare a tema mariano. Da segnalare anche un affresco raffigurante San Vincenzo Ferreri tra sant'Agnese e santa Caterina (1611).

#### Altre architetture religiose
- Oratorio dei Confratelli, già attestato nel 1768[15]
- Chiesa di Sant'Abbondio, restaurata e arricchita nel Seicento[16]
- Parrocchiale dei Santi Abbondio e Felice, costruita nel XX secolo[17]
- Chiesa dell'Immacolata Concezione, già attestata nel 1756[18]
- Chiesetta di Sant'Antonio, in piazza del Castello[19]
- Chiesette di Santa Croce e di Santa Lucia, già attestate alla fine del XVI secolo[20][21]
- Chiesa di San Martino, già attestata nel XVII secolo[22]
- Due chiesette dedicate ai Santi Rocco e Sebastiano, una già attestata nel 1425[23] e una nel 1717[24]
- Chiesa di San Giovanni Battista, già attestata nel 1676[25]

### Architetture civili
- Villa La Gaeta[26], realizzata negli anni venti del XX secolo su progetto dello Studio Gino Coppedè
- Villa Camilla Zanoletti[27]

### Architetture militari
- Castello e borgo di Rezzonico[13]
- Resti di fortezza tardoromana a Santa Maria[28][14]
- Castellaccio, localmente noto come Castelasc,[29] costituito da resti di una torre situata sopra l'imbocco del portale sud della galleria di Rezzonico lungo la Strada Statale Regina. Si presume che questa torre potesse essere collegata a sud con la fortezza tardoromana di Santa Maria, mentre a nord con le mura del borgo di Rezzonico. Nel 1612, il Castellaccio fu teatro dell'assassinio del signorotto locale Antonio de Ficanis[29].

### Altro
- Parco archeologico delle incisioni rupestri, nella frazione di Soriano[30]

## Società

### Evoluzione demografica
Abitanti censiti

## Geografia antropica
Il territorio comunale comprende le frazioni di Acquaseria, Camnasco, Carcente, Gallio, Lancio, La Torre, Lucena, Marena, Mastena, Maso, Molvedo, Noledo, Pezzo, Rezzonico, Roncate, San Martino, Santa Maria, Soriano e Treccione. Si sviluppa su una superficie di 18,5 km² dalla fascia rivierasca posta a quota 200 m s.l.m. fino a sfiorare quota 2000. Numerosi angoli del territorio permettono panorami eccezionali su tutta l'area centrale del lago di Como.

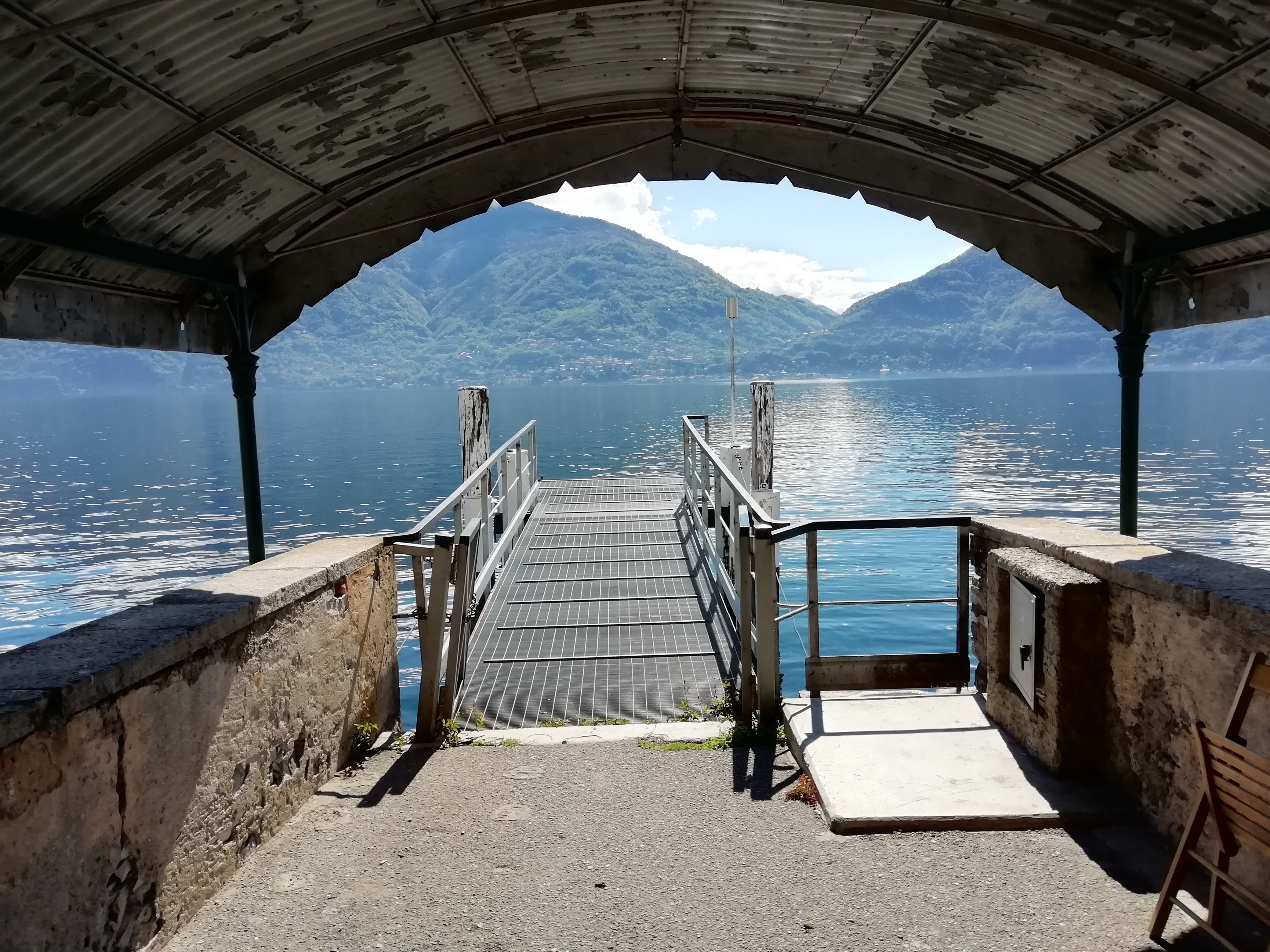
Pontile ex navigazione ad Acquaseria

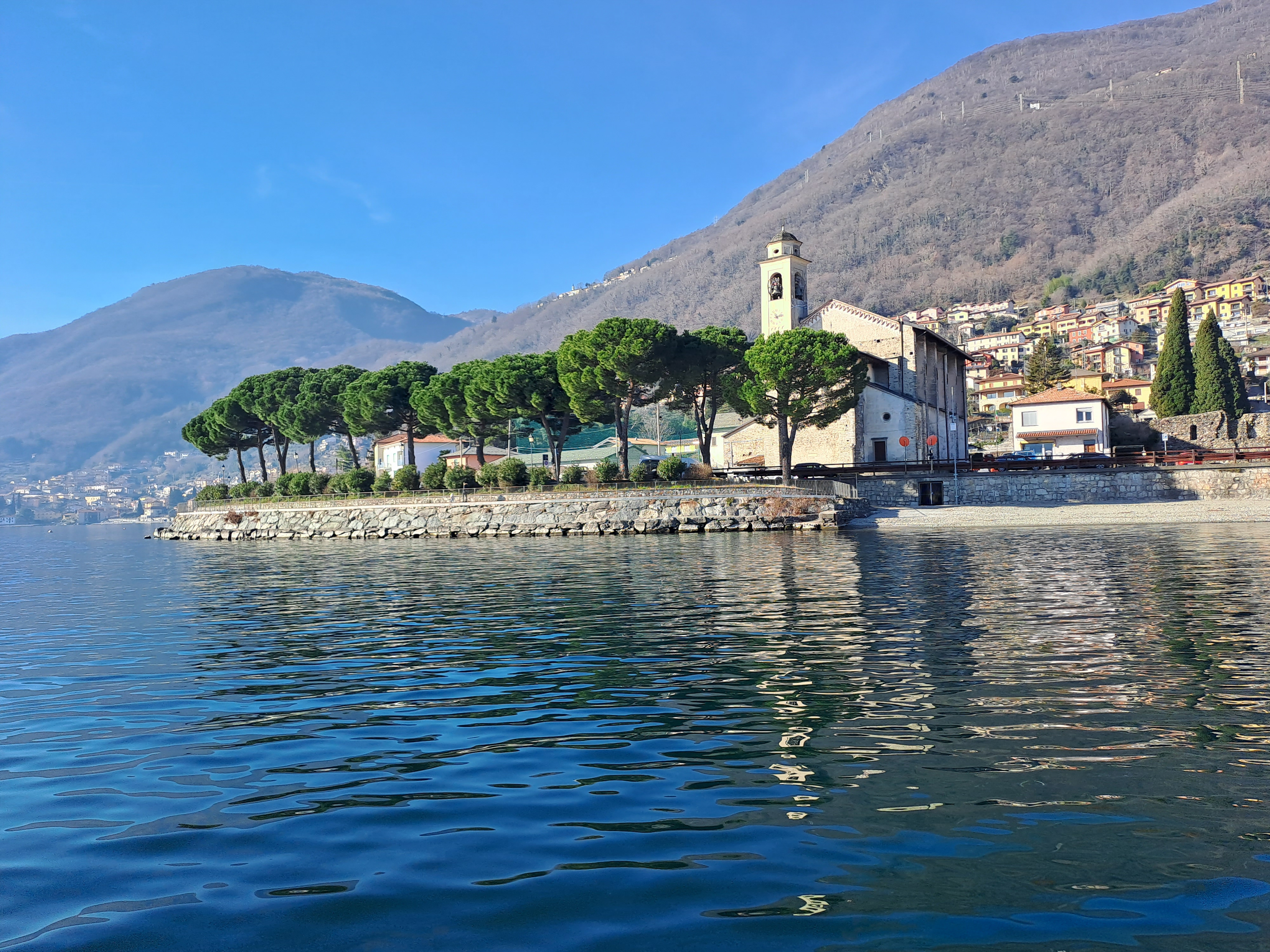
Santa Maria Assunta

## Galleria d'immagini

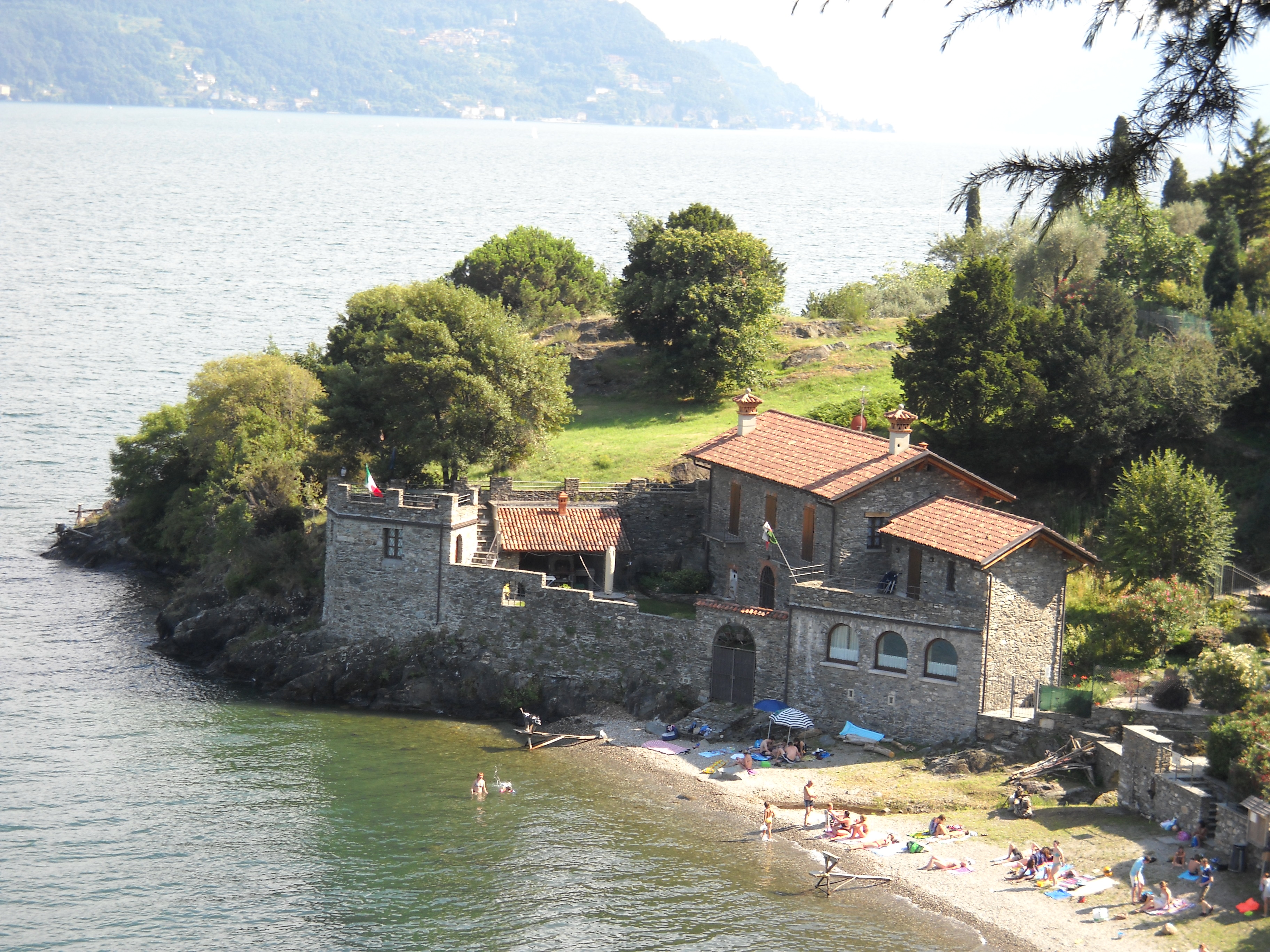
Spiaggia della Foppa
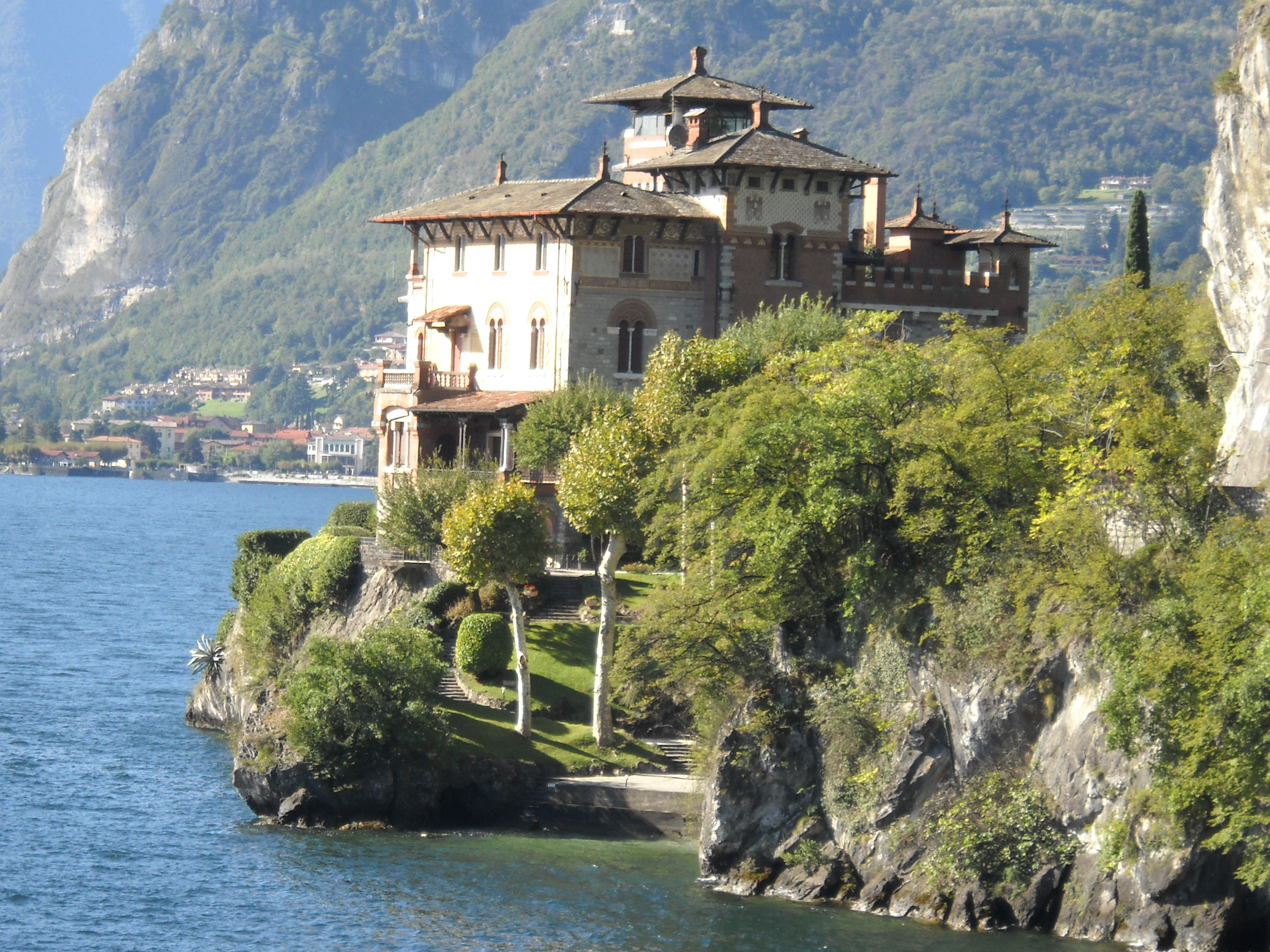
Villa Gaeta
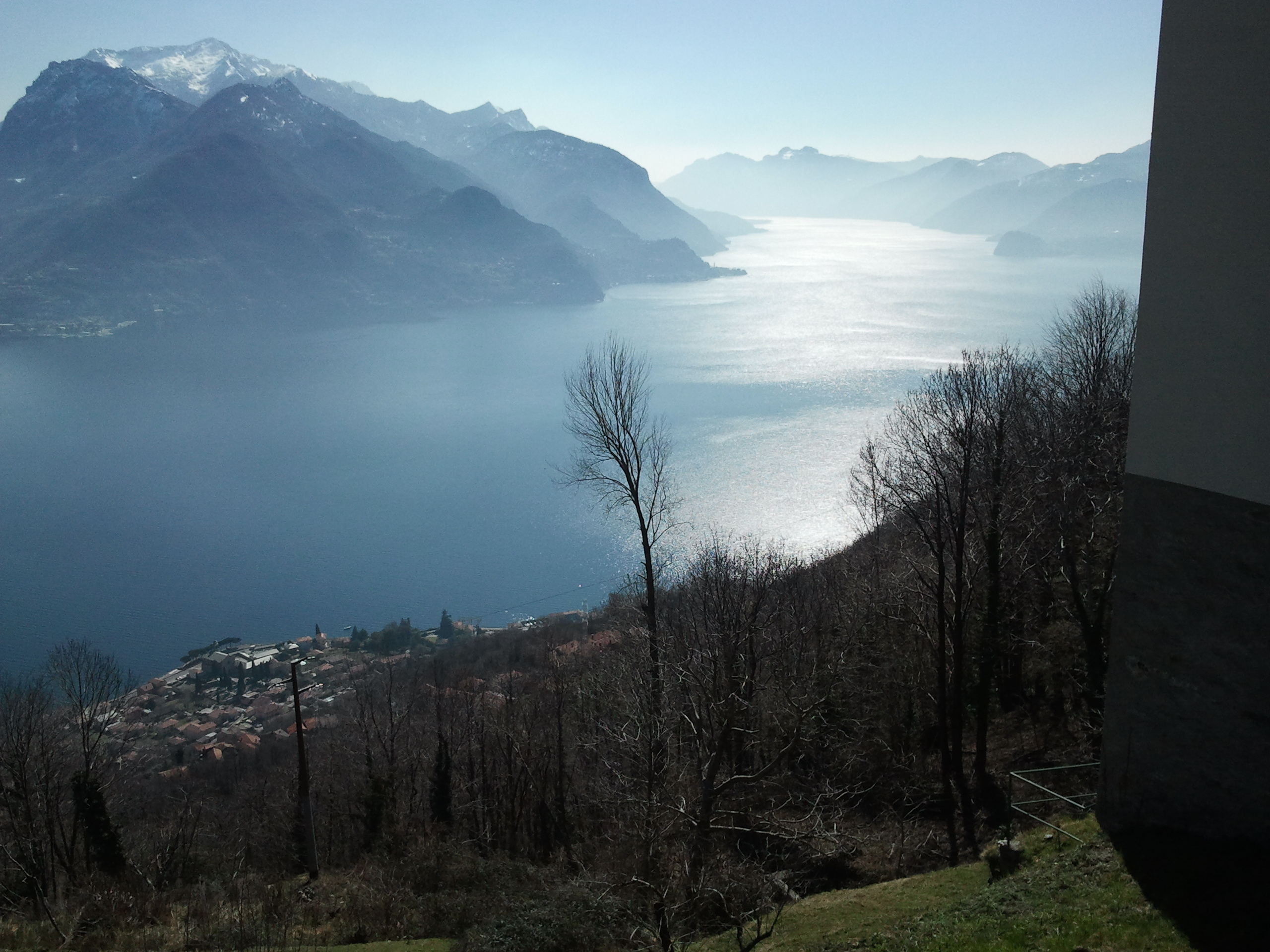
Panorama dalla frazione di Maso
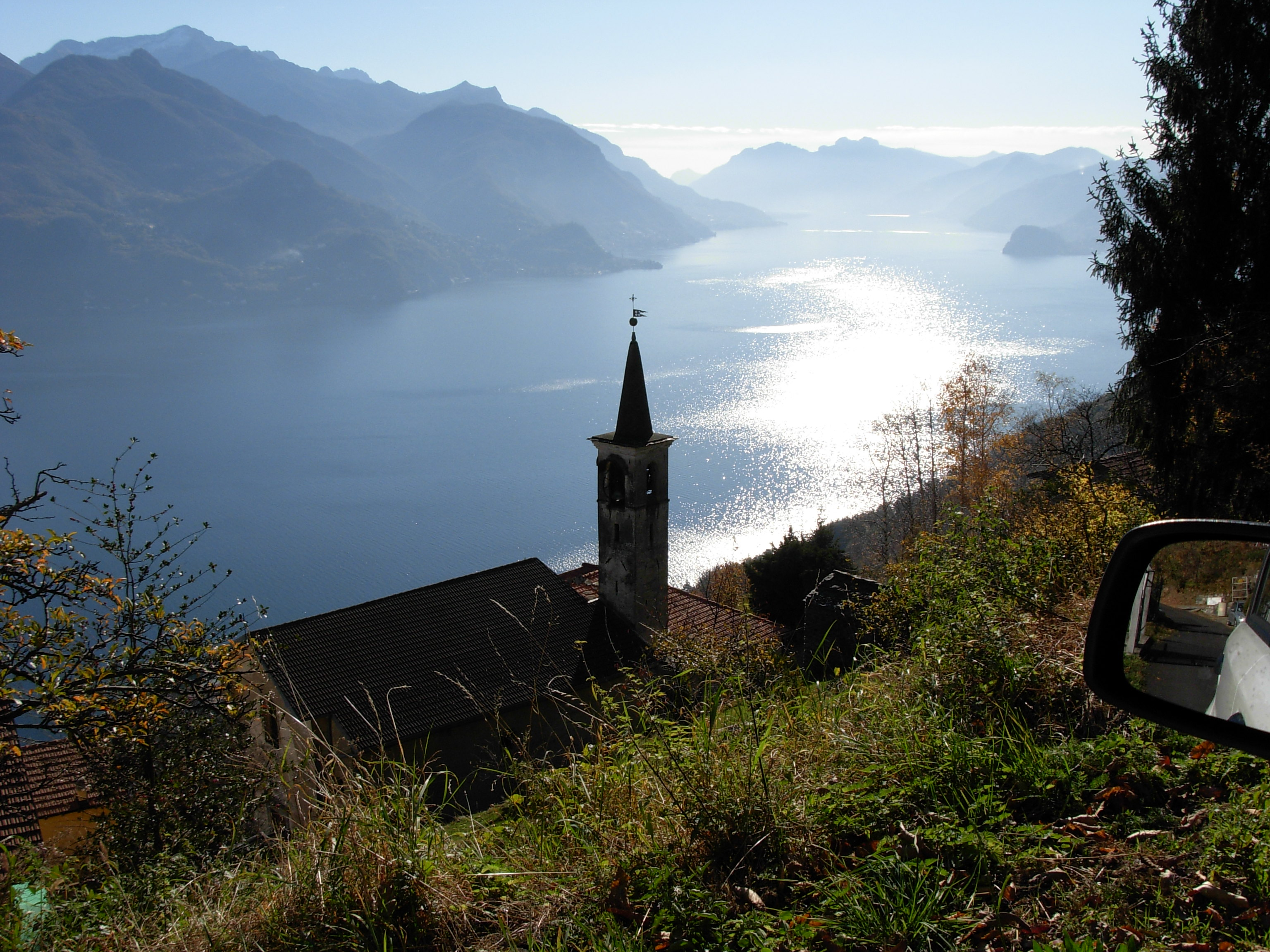
Vista panoramica dalla frazione di San Martino
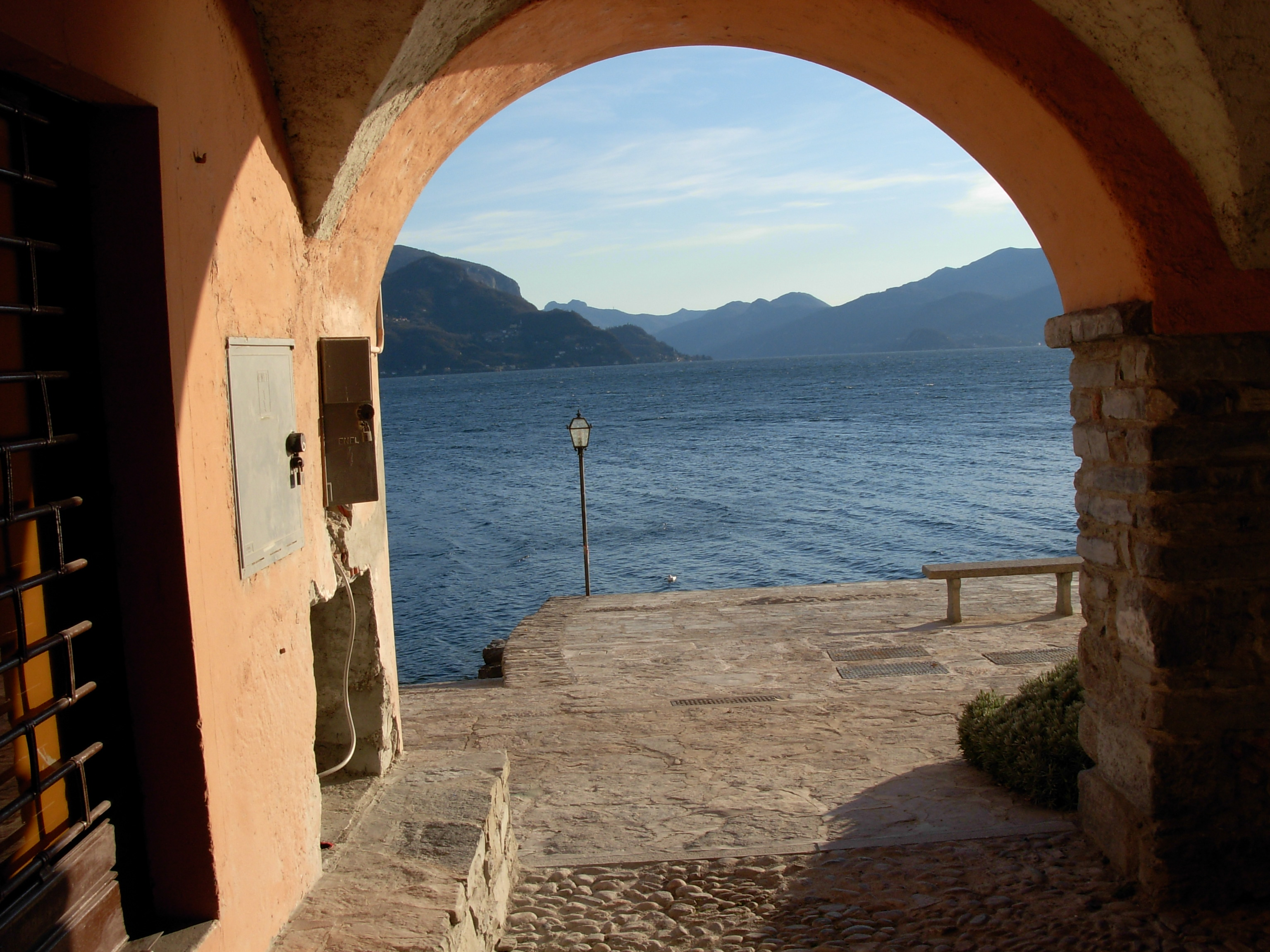
Portici a lago a Rezzonico
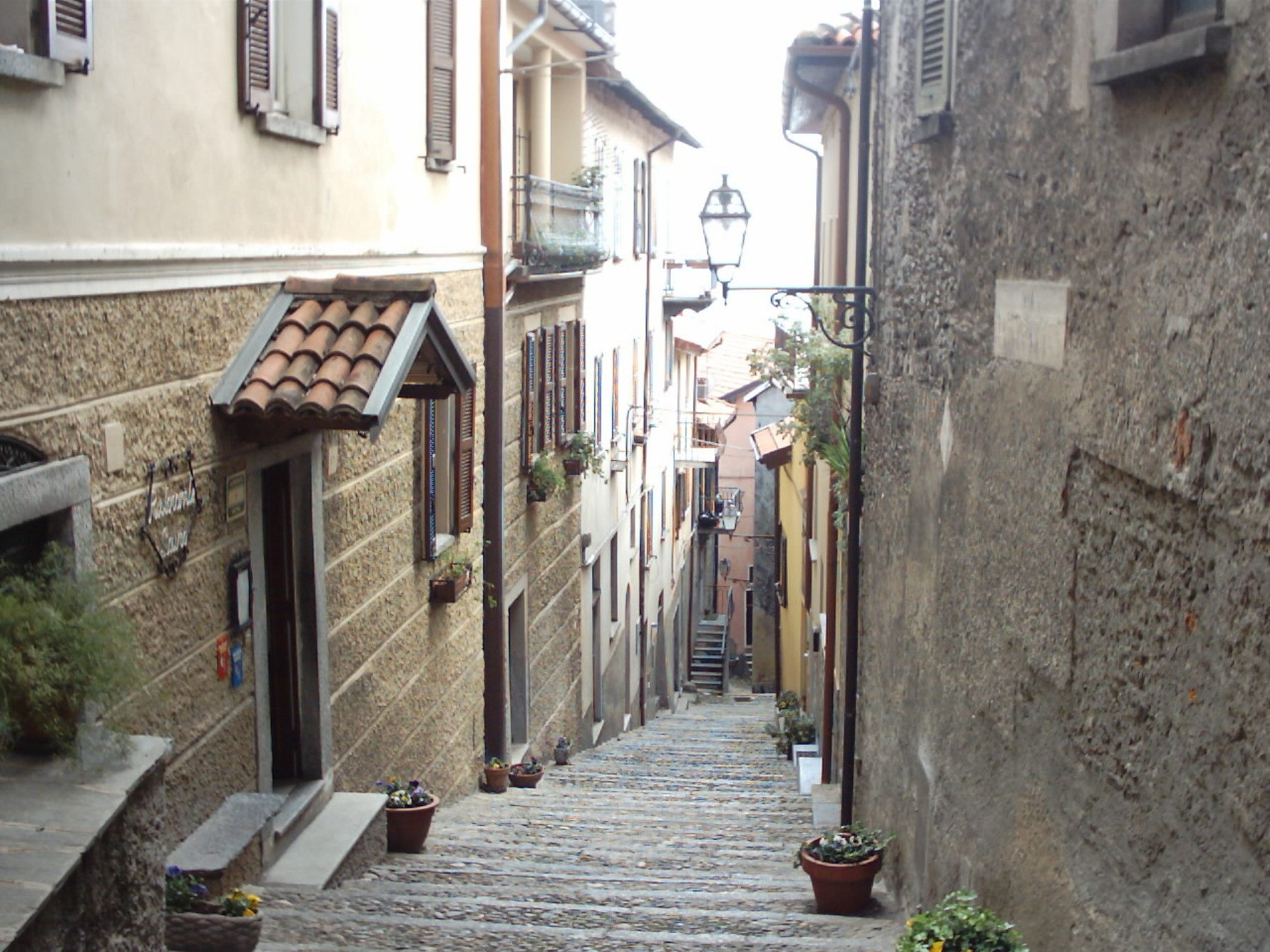
Scalinata al vecchio nucleo a Rezzonico
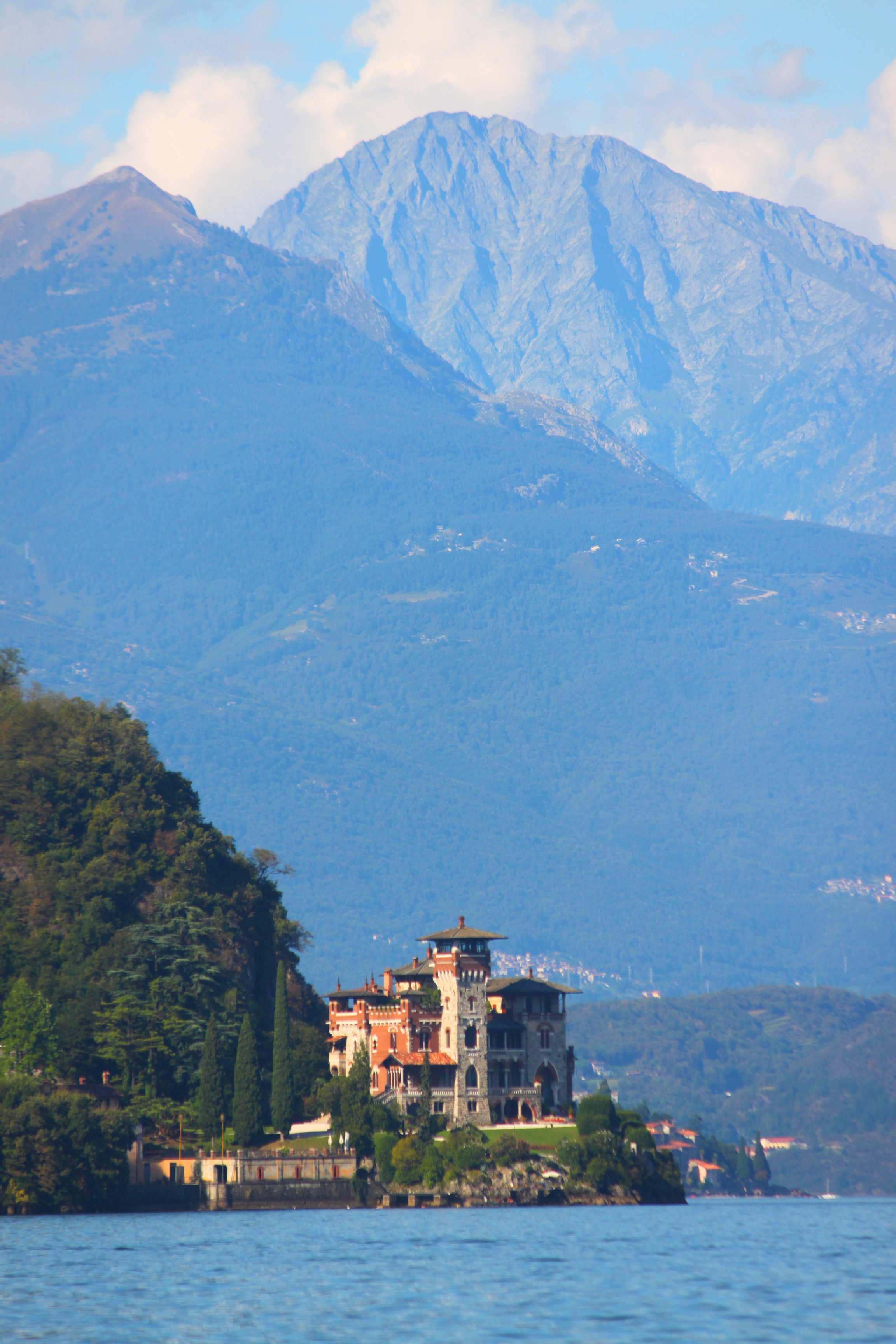
Villa Gaeta
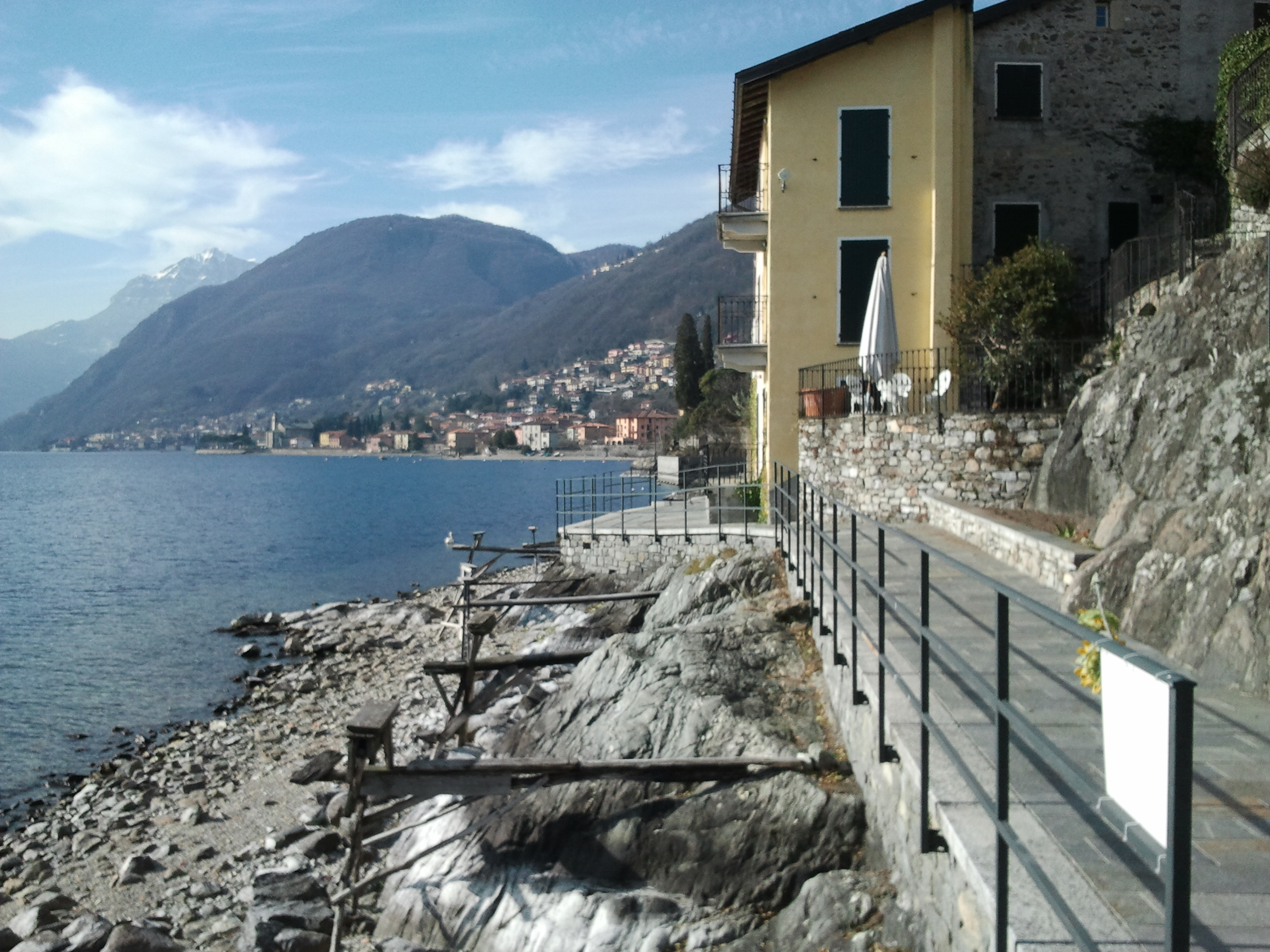
Calchera e Rivetta
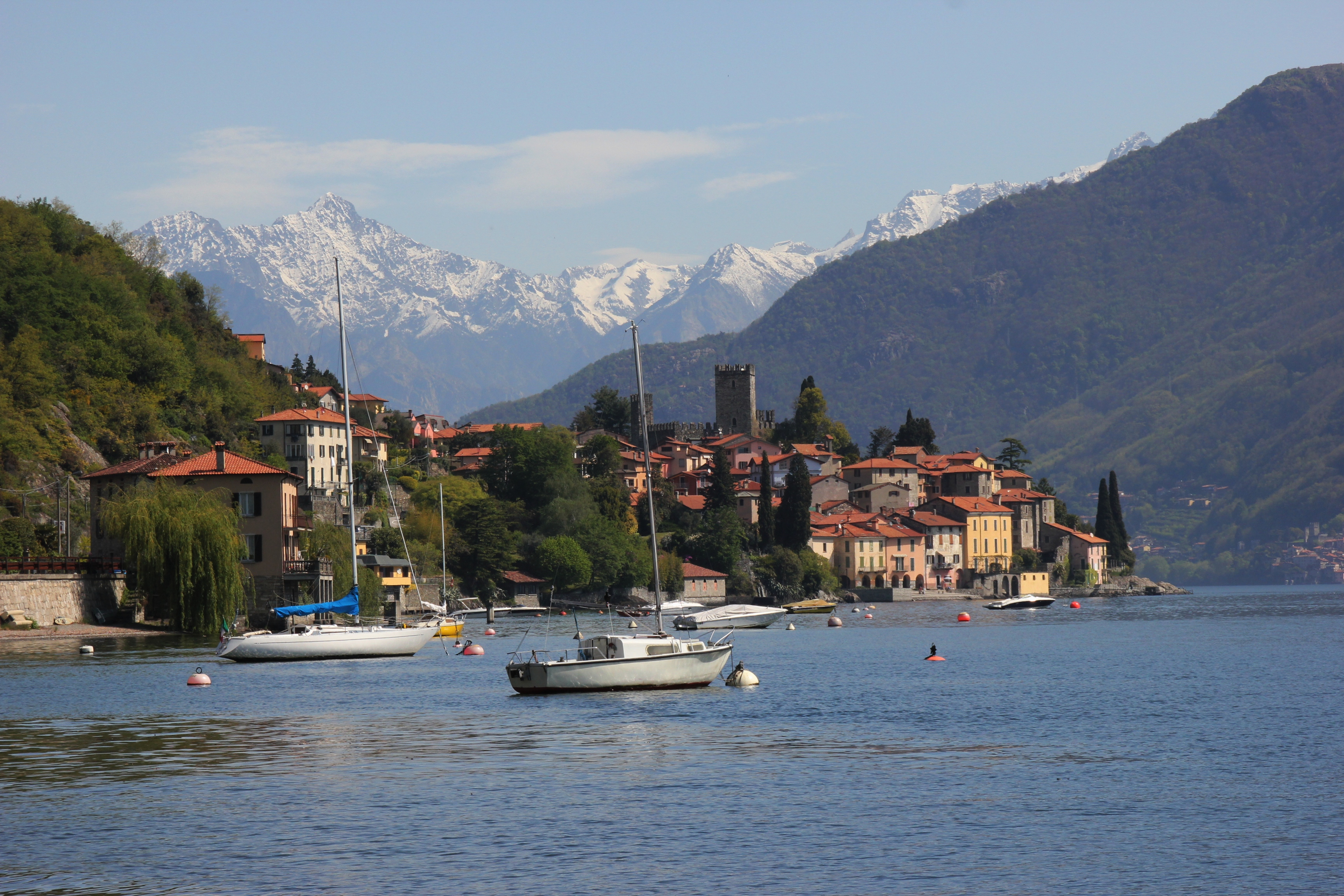
Rezzonico
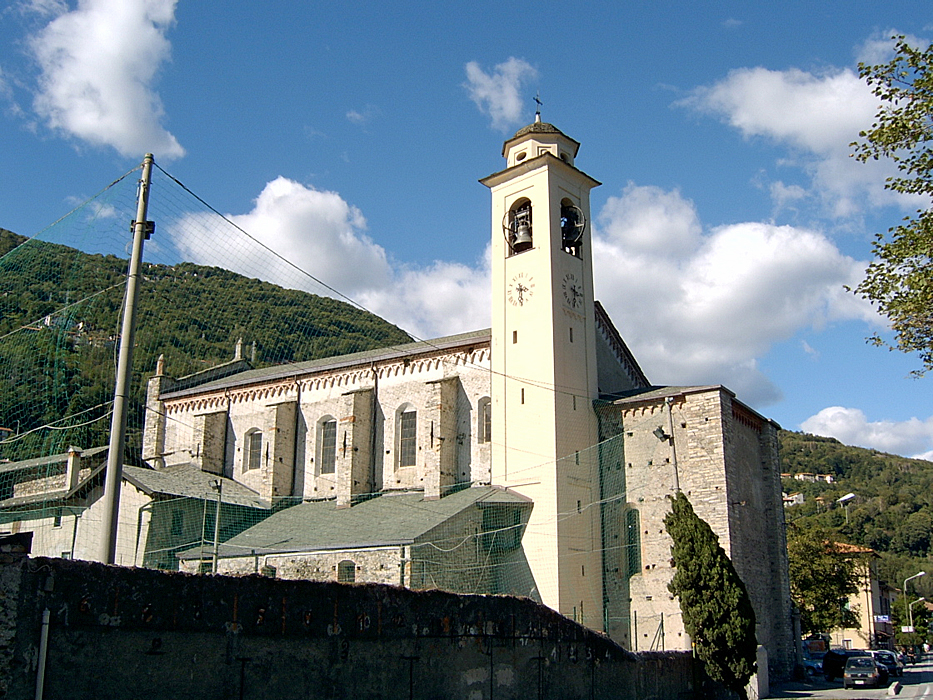
Chiesa di Santa Maria Assunta
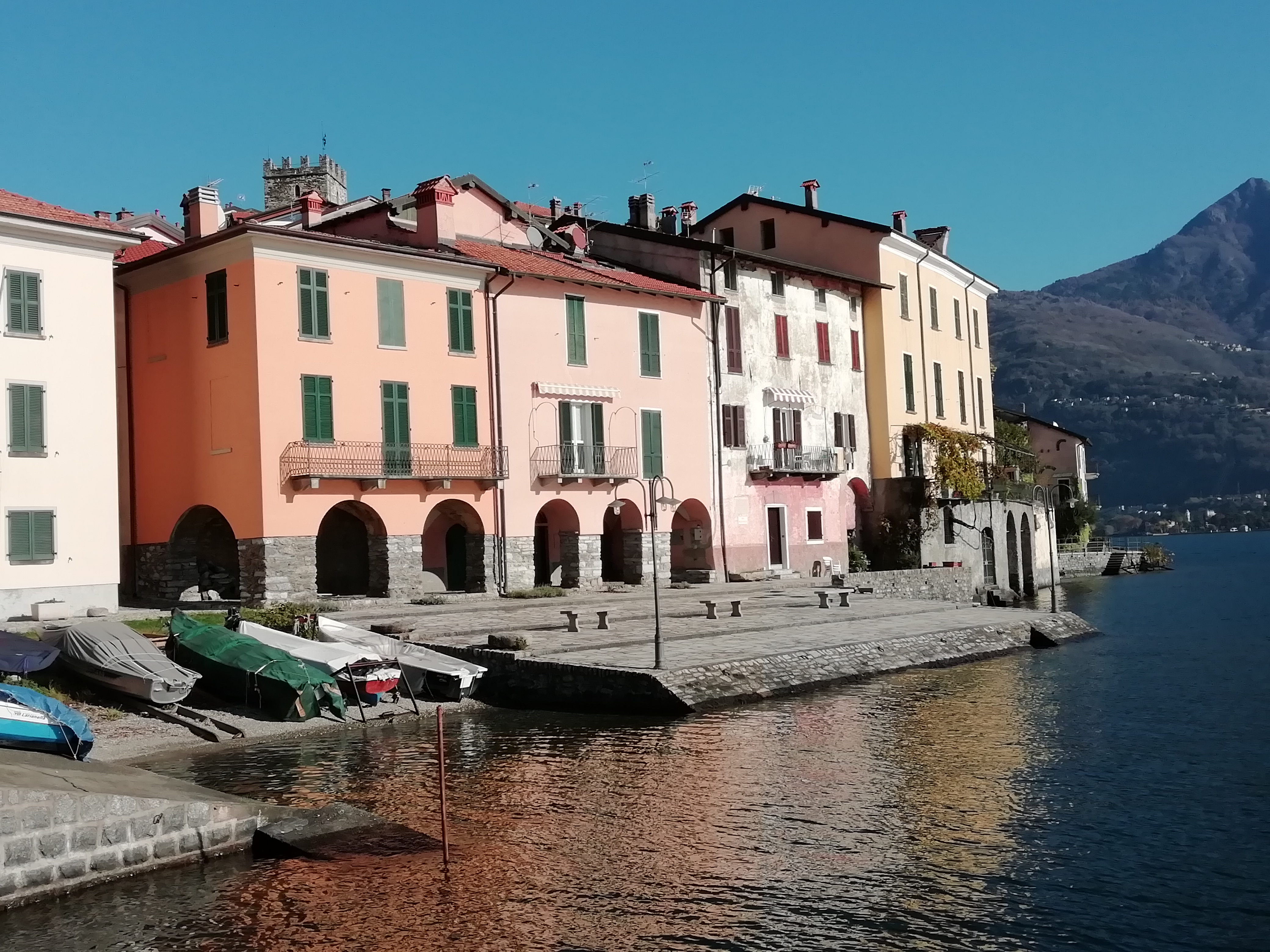
Rezzonico - San Siro
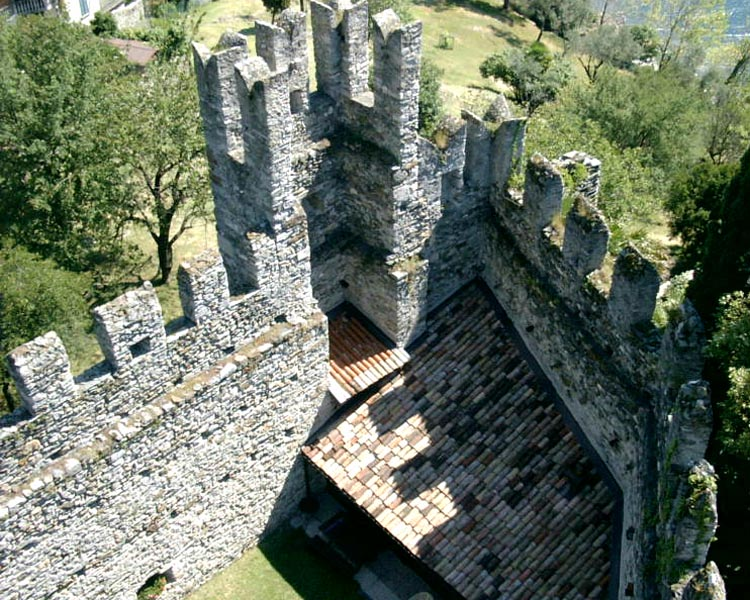
Castello di Rezzonico
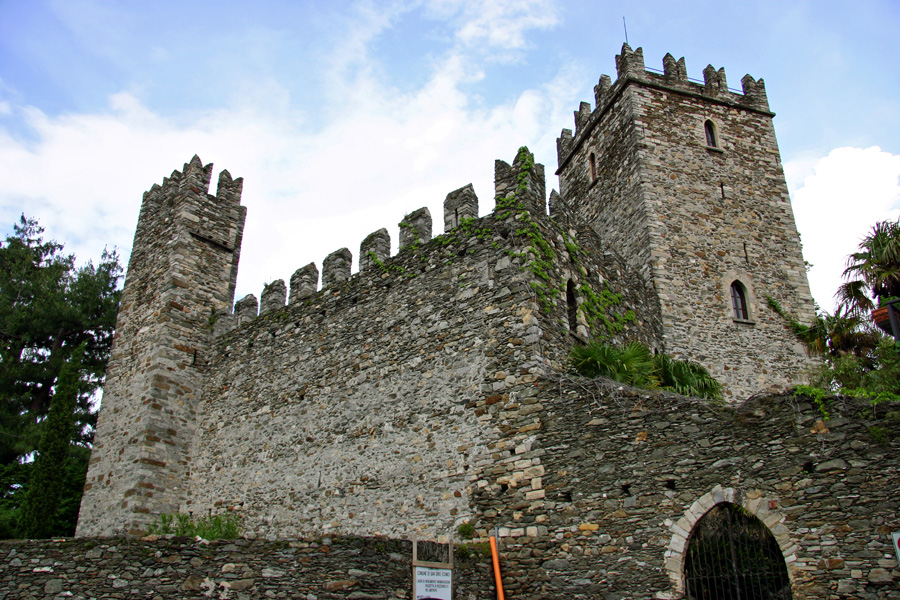
Castello di Rezzonico
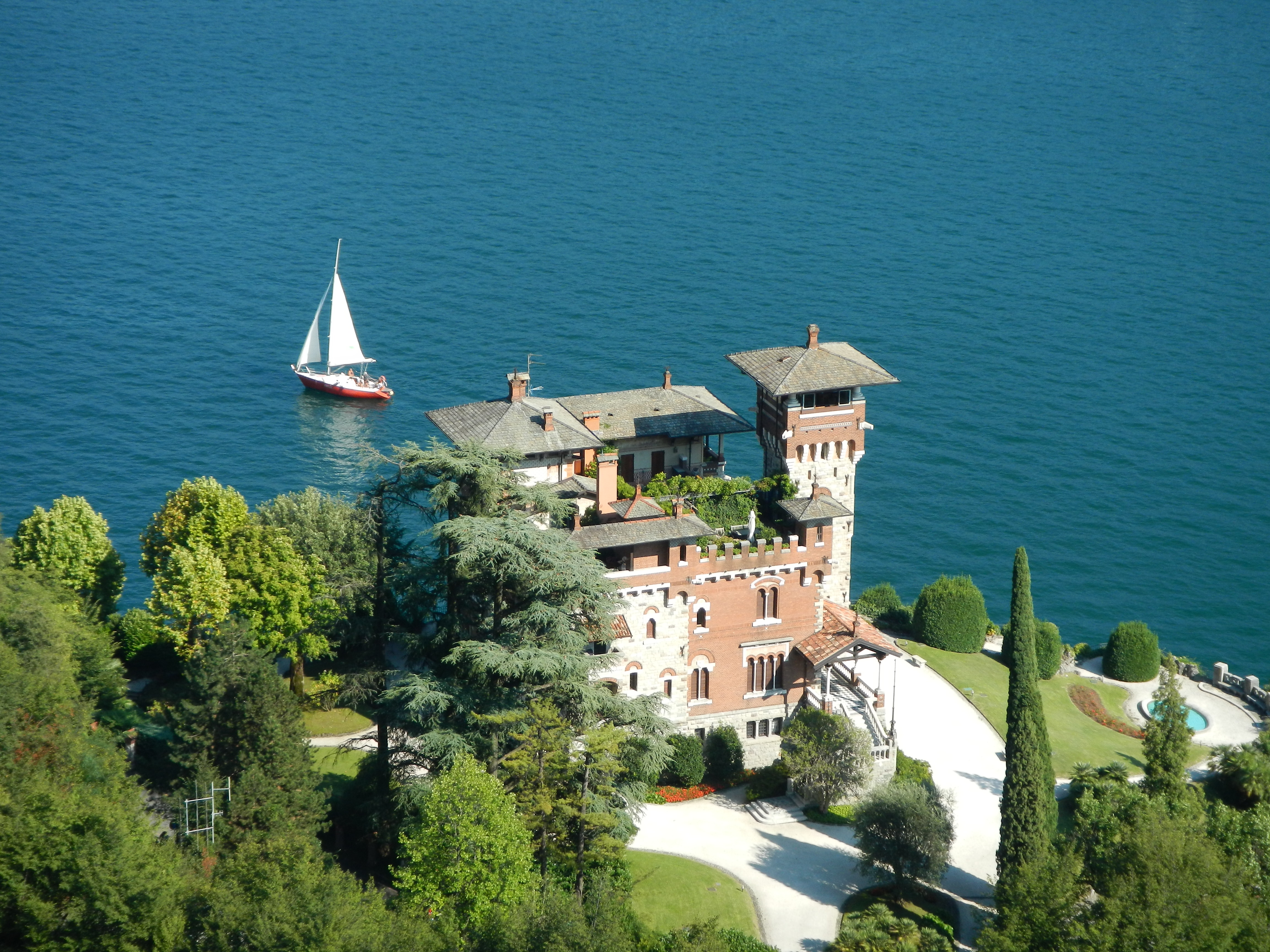
Villa Gaeta - Comune di San Siro
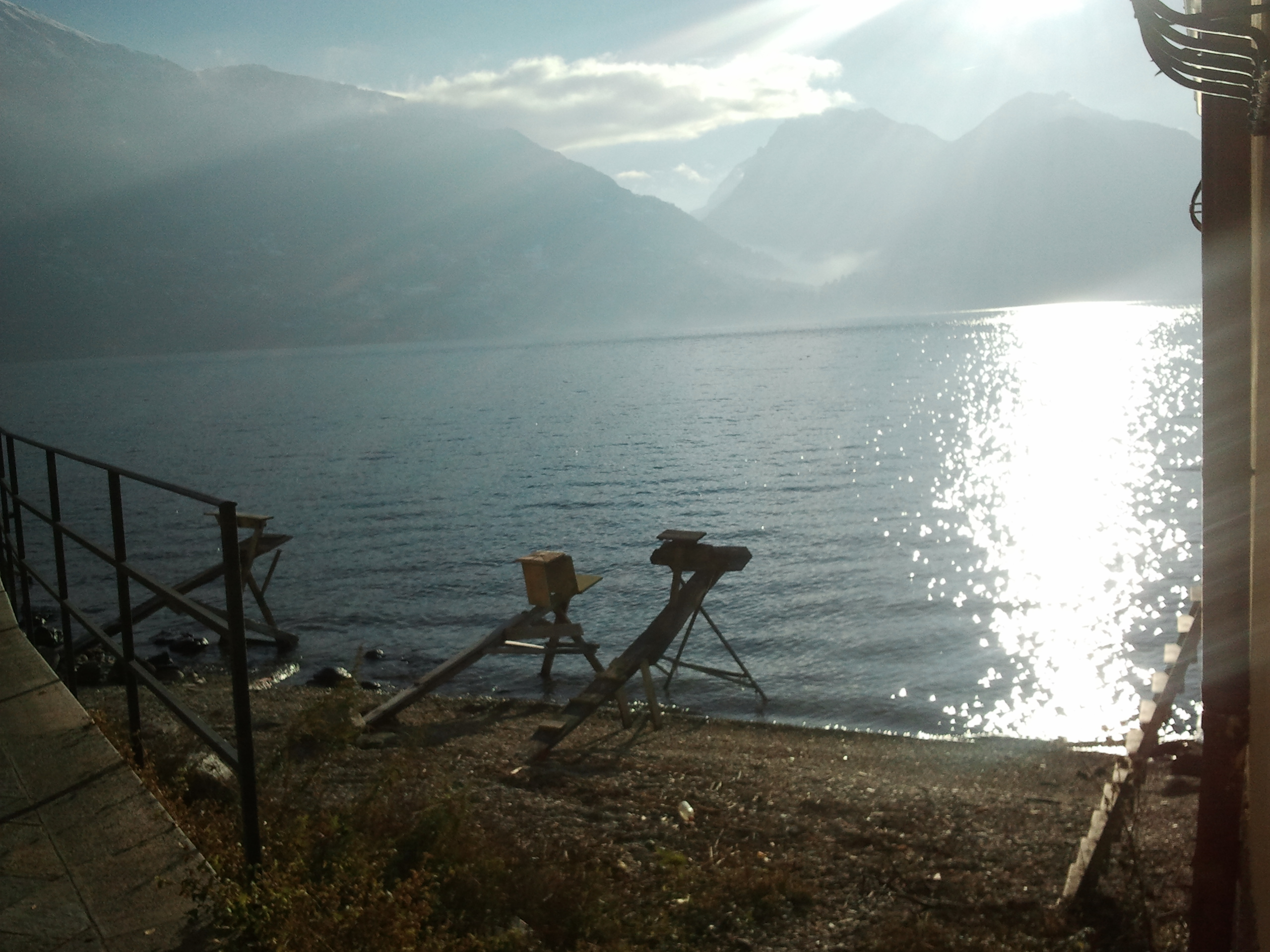
Cavalletti di pesca agli agoni in Rivetta
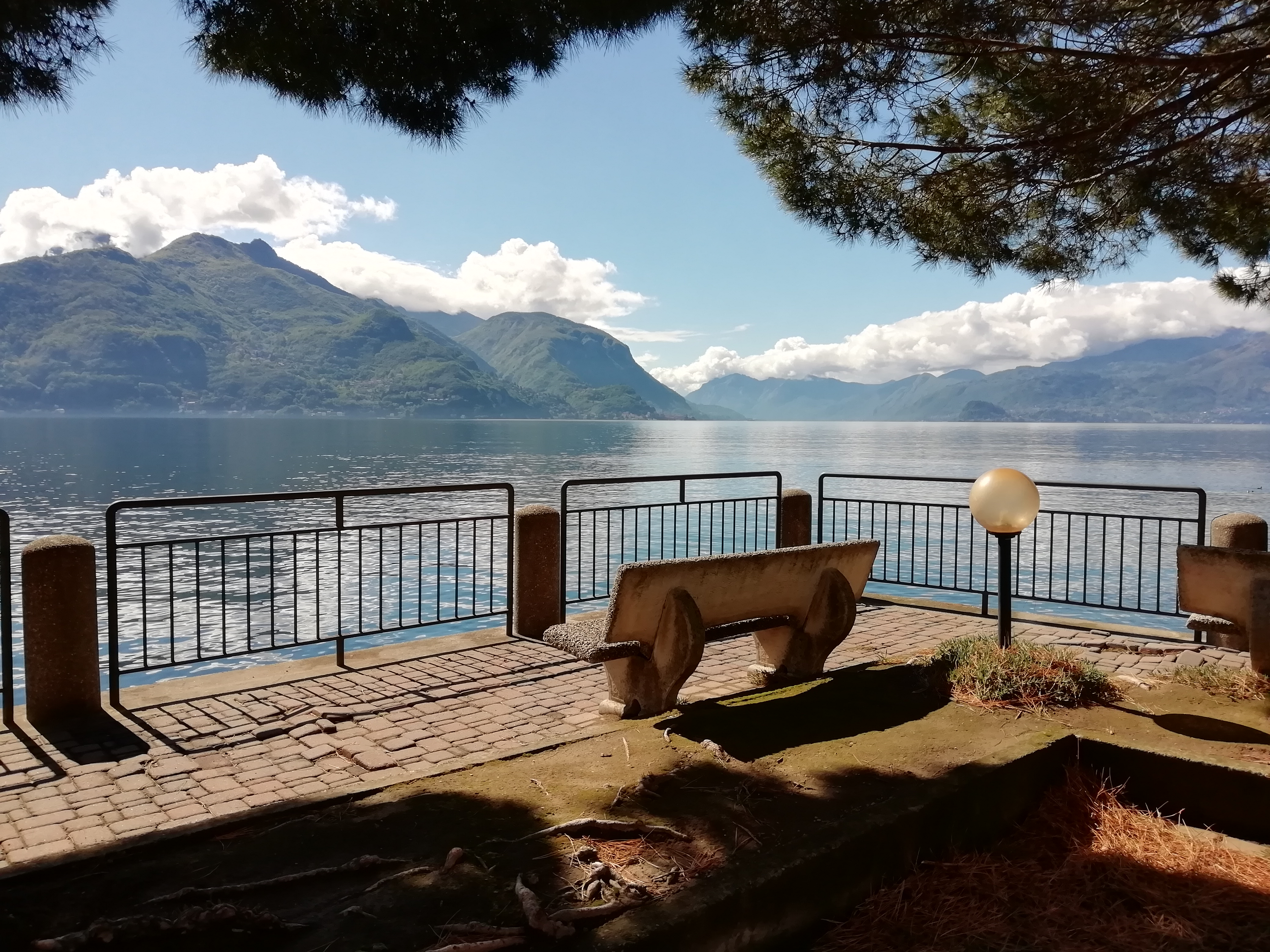
Relax a lago
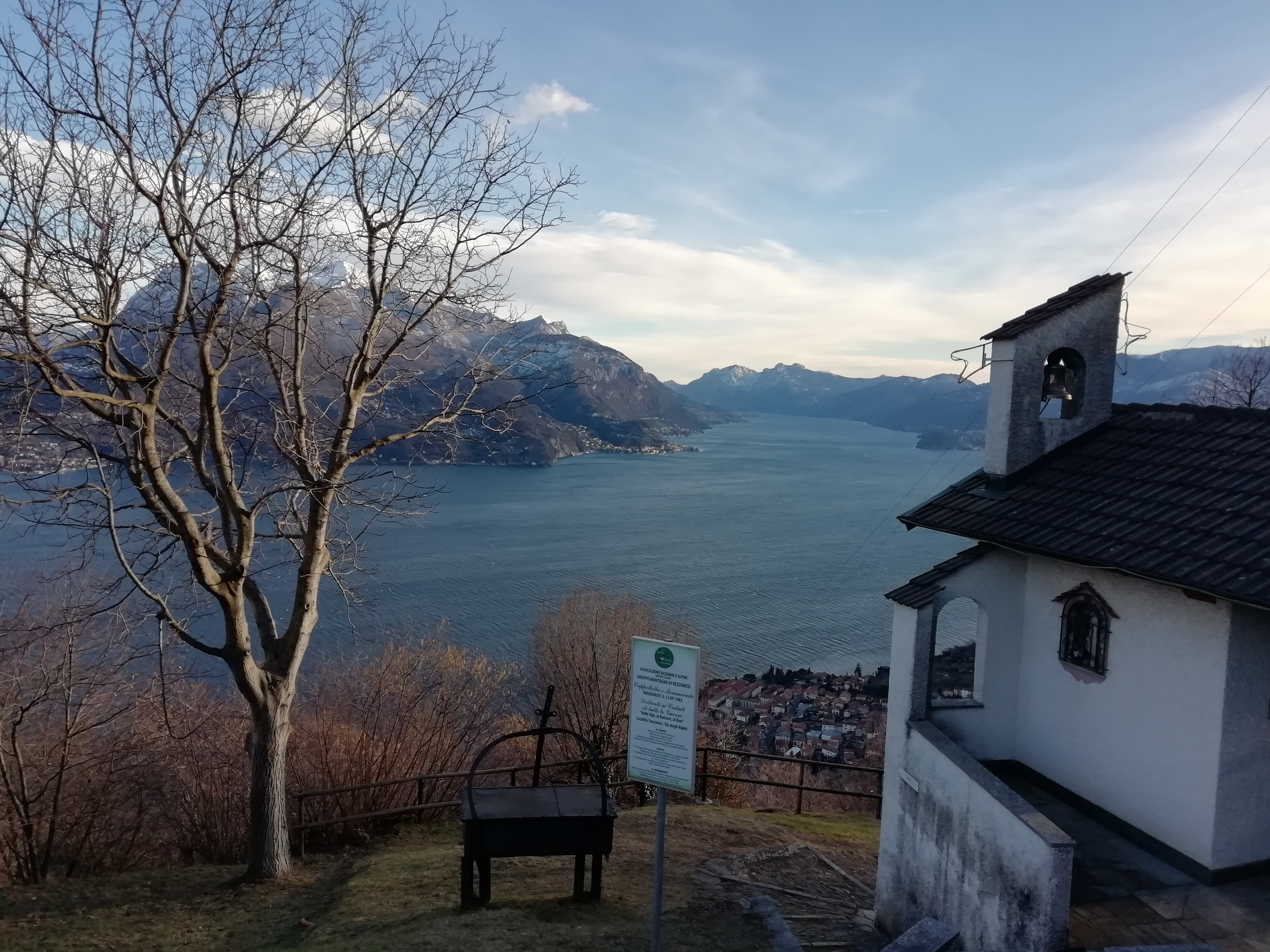
Vista dalla cappelletta Alpini di Treccione - San Siro

### Annotazioni
1. ↑  Per il dialetto comasco, si utilizza l'ortografia ticinese, introdotta a partire dal 1969 dall'associazione culturale Famiglia Comasca nei vocabolari, nei documenti e nella produzione letteraria.

### Fonti

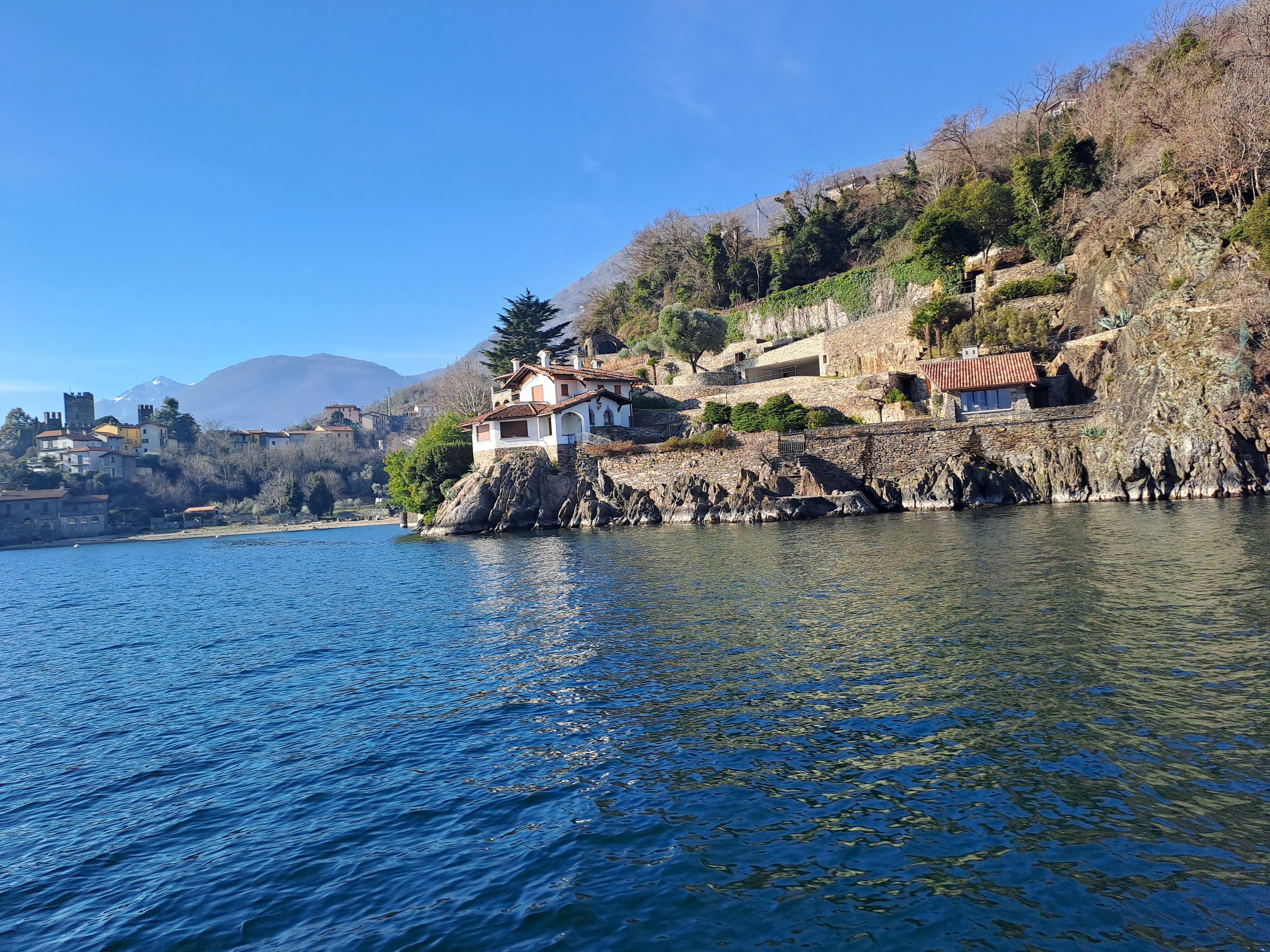
Rezzonico - ville a lago

1. 1 2   Bilancio demografico mensile anno 2024 (dati provvisori), su demo.istat.it, ISTAT.
2. ↑   Classificazione sismica (XLS), su rischi.protezionecivile.gov.it.
3. ↑   Tabella dei gradi/giorno dei Comuni italiani raggruppati per Regione e Provincia (PDF), in Legge 26 agosto 1993, n. 412, allegato A, Agenzia nazionale per le nuove tecnologie, l'energia e lo sviluppo economico sostenibile, 1º marzo 2011,  p. 151. URL consultato il 25 aprile 2012 (archiviato dall'url originale il 1º gennaio 2017).
4. ↑   STORIA DEI COMUNI, San Siro, su elesh.it.
5. ↑   comune di San Siro, sec. XIV - 1757, su lombardiabeniculturali.it.
6. ↑   Comune di San Siro, 1798 - 1815, su lombardiabeniculturali.it.
7. ↑  R.D. n. 1690 del 21/06/1928.
8. ↑   STORIA DEI COMUNI, Santa Maria Rezzonico, su elesh.it.
9. ↑   Dati del Provvedimento di Variazione, Sant'Abbondio, su elesh.it.
10. ↑   San Siro (Como) D.P.R. 17.04.2015 concessione di stemma e gonfalone, su presidenza.governo.it. URL consultato il 5 agosto 2022.
11. 1 2 3  Borghese, p. 400.
12. ↑   Chiesa di S. Maria - complesso, Via Barelli Santina - San Siro (CO), su Architetture – Lombardia Beni Culturali. URL consultato il 14 maggio 2020.
13. 1 2 3  TCI, Guida d'Italia [...], p. 328.
14. 1 2 3  Bartolini, p. 267.
15. ↑   Oratorio dei Confratelli (ex), Via Barelli Santina - San Siro (CO) – Architetture – Lombardia Beni Culturali, su lombardiabeniculturali.it. URL consultato il 14 maggio 2020.
16. ↑   Chiesa di S. Abbondio, San Siro (CO), su Architetture – Lombardia Beni Culturali. URL consultato il 14 maggio 2020.
17. ↑   Chiesa dei SS. Abbondio e Felice Martire, Via Don Giacomo Galli - San Siro (CO) – Architetture – Lombardia Beni Culturali, su lombardiabeniculturali.it. URL consultato il 14 maggio 2020.
18. ↑   Chiesa dell'Immacolata Concezione - complesso, San Siro (CO) – Architetture – Lombardia Beni Culturali, su lombardiabeniculturali.it. URL consultato il 14 maggio 2020.
19. ↑   Chiesa di S. Antonio, Piazza del Castello - San Siro (CO) – Architetture – Lombardia Beni Culturali, su lombardiabeniculturali.it. URL consultato il 14 maggio 2020.
20. ↑   Chiesa di S. Croce, San Siro (CO), su Architetture – Lombardia Beni Culturali. URL consultato il 14 maggio 2020.
21. ↑   Chiesa di S. Lucia, San Siro (CO), su Architetture – Lombardia Beni Culturali. URL consultato il 14 maggio 2020.
22. ↑   Chiesa di S. Martino - complesso, San Siro (CO) – Architetture – Lombardia Beni Culturali, su lombardiabeniculturali.it. URL consultato il 14 maggio 2020.
23. ↑   Chiesa dei SS. Rocco e Sebastiano, San Siro (CO) – Architetture – Lombardia Beni Culturali, su lombardiabeniculturali.it. URL consultato il 14 maggio 2020.
24. ↑   Chiesa dei SS. Rocco e Sebastiano, San Siro (CO), su Architetture – Lombardia Beni Culturali. URL consultato il 14 maggio 2020.
25. ↑   Chiesa di S. Giovanni Battista, San Siro (CO), su Architetture – Lombardia Beni Culturali. URL consultato il 14 maggio 2020.
26. ↑   La Gaeta - complesso, San Siro (CO) – Architetture – Lombardia Beni Culturali, su lombardiabeniculturali.it. URL consultato il 14 maggio 2020.
27. ↑   Camilla Zanoletti - complesso, Strada Statale 340 - San Siro (CO), su Architetture – Lombardia Beni Culturali. URL consultato il 14 maggio 2020.
28. ↑  Belloni et al., p. 46.
29. 1 2  Bartolini, p. 45.
30. ↑  Bartolini, pp. 200-201.
31. ↑  Statistiche I.Stat ISTAT URL consultato in data 28 dicembre 2012.
Nota bene: il dato del 2021 si riferisce al dato del censimento permanente al 31 dicembre di quell'anno. Fonte:  Popolazione residente per territorio - serie storica, su esploradati.censimentopopolazione.istat.it.